# Первомайськ (Слободзейський район)
Первома́йськ (рос. Первомайск; рум. Pervomaisc) — селище в Слободзейському районі в Молдові (Придністров'ї).
У селищі діє пункт пропуску на кордоні з Україною Первомайськ—Кучурган.
Найбільшу кількість населення селища складають етнічні українці (46,6%).

## Відомі особистості
В поселенні народилась:
- Куліченко Олена Миколаївна (* 1963) — придністровський державний діяч.